# USCGC Midgett
USCGC Midgett là tên của nhiều tàu tuần duyên Hoa Kỳ và có thể tham khảo là:
- USCGC John Midgett (WHEC-726), hạ thủy vào năm 1971
- USCGC Midgett (WMSL-757), hạ thủy vào năm 2017